# Ушгулі
Ушґулі (груз. უშგული) — сванська громада у Местійському муніципалітеті мхаре Самеґрело-Земо Сванеті Республіки Грузія, що складається з 5 сіл: Жібіані, Чвібіані, Ламджуріші, Чажаші та Муркмелі.

## Географія

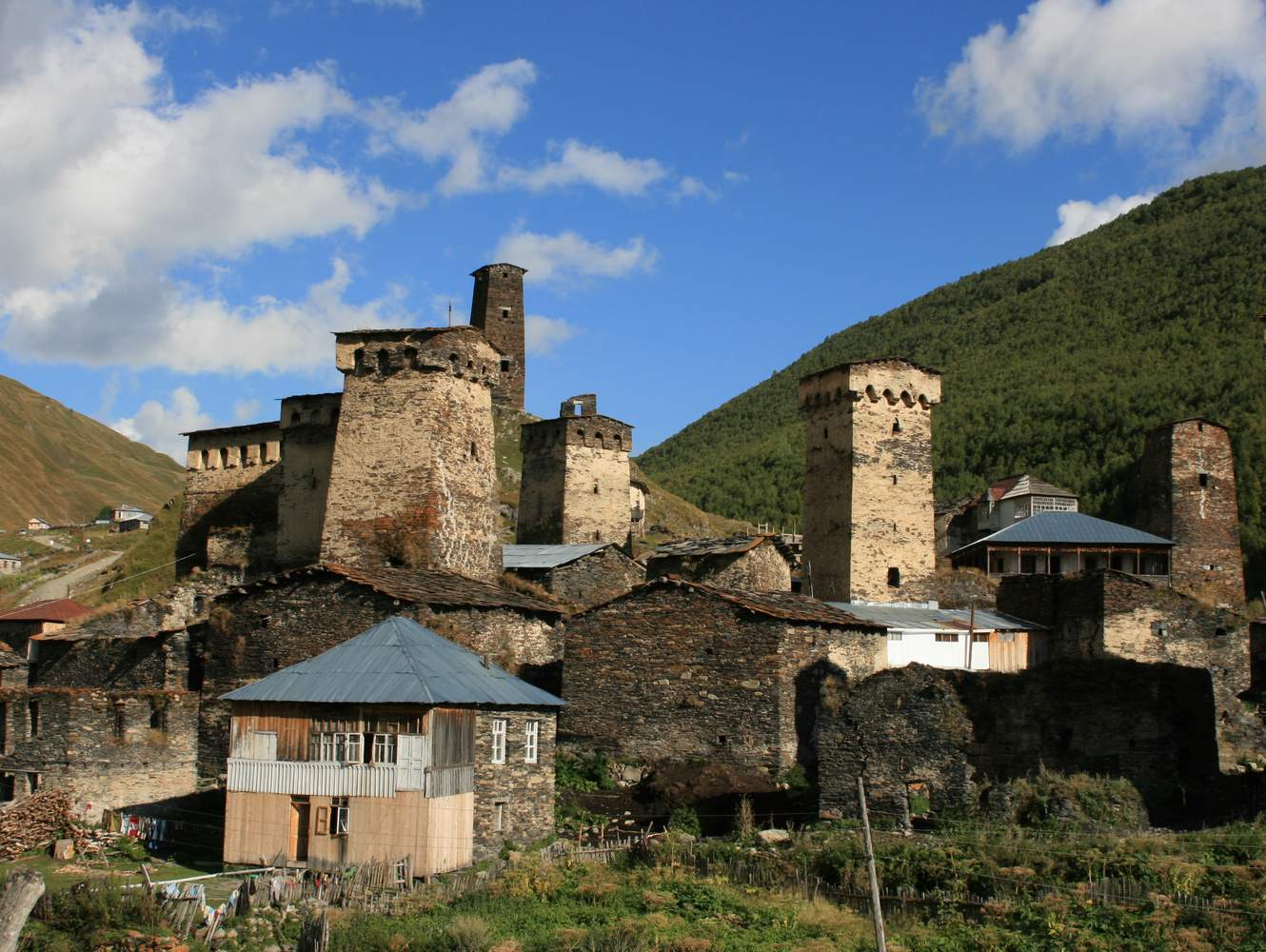
Чажаші

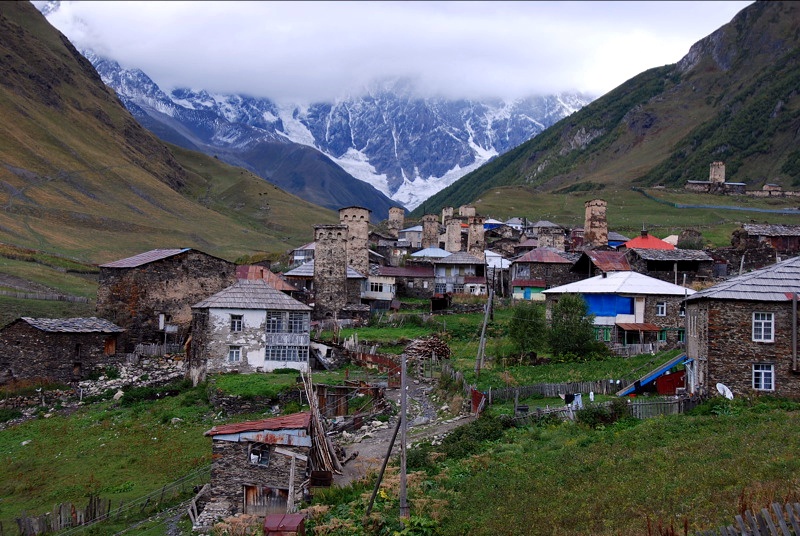
Жібіані

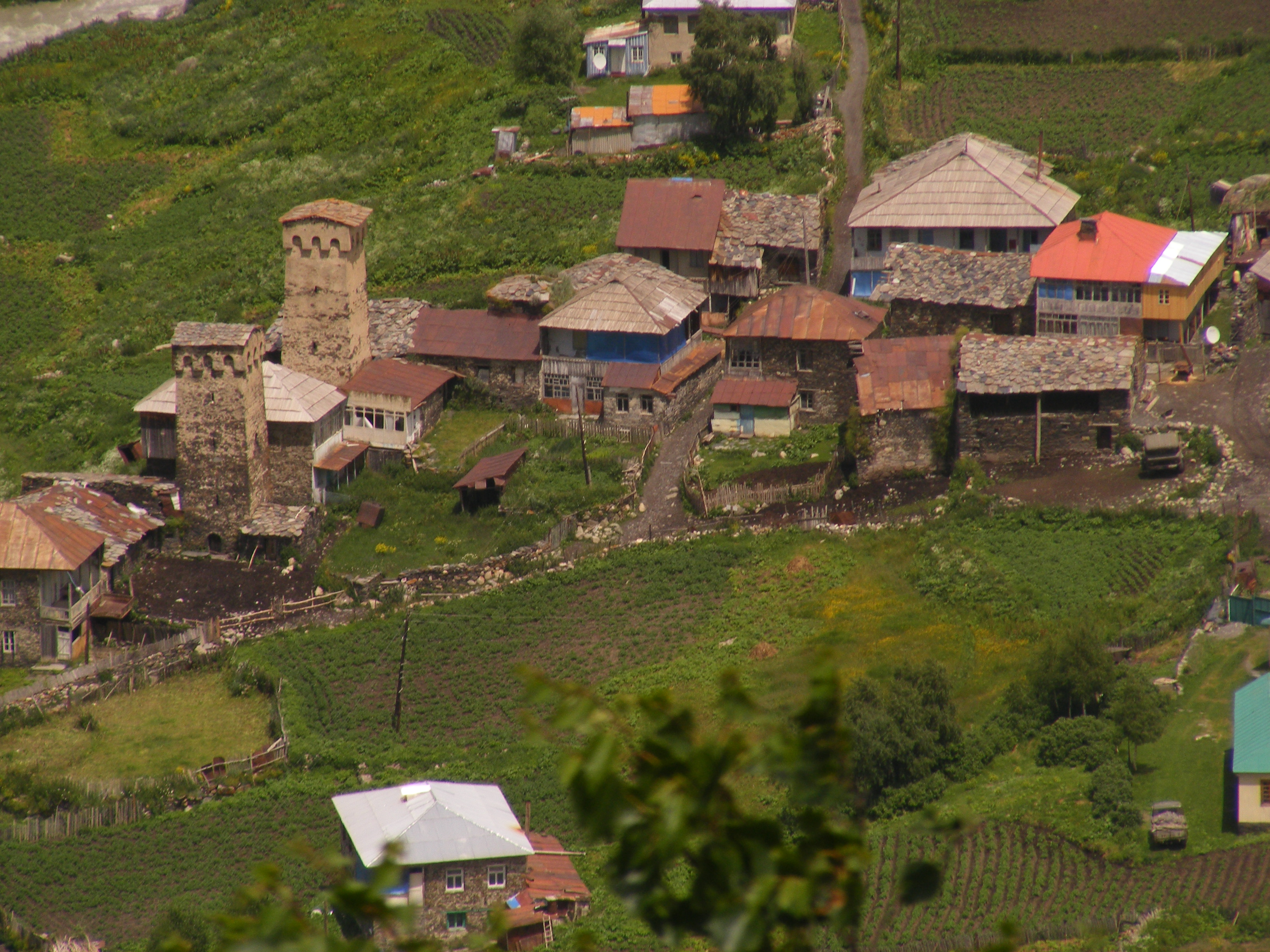
Чвібіані

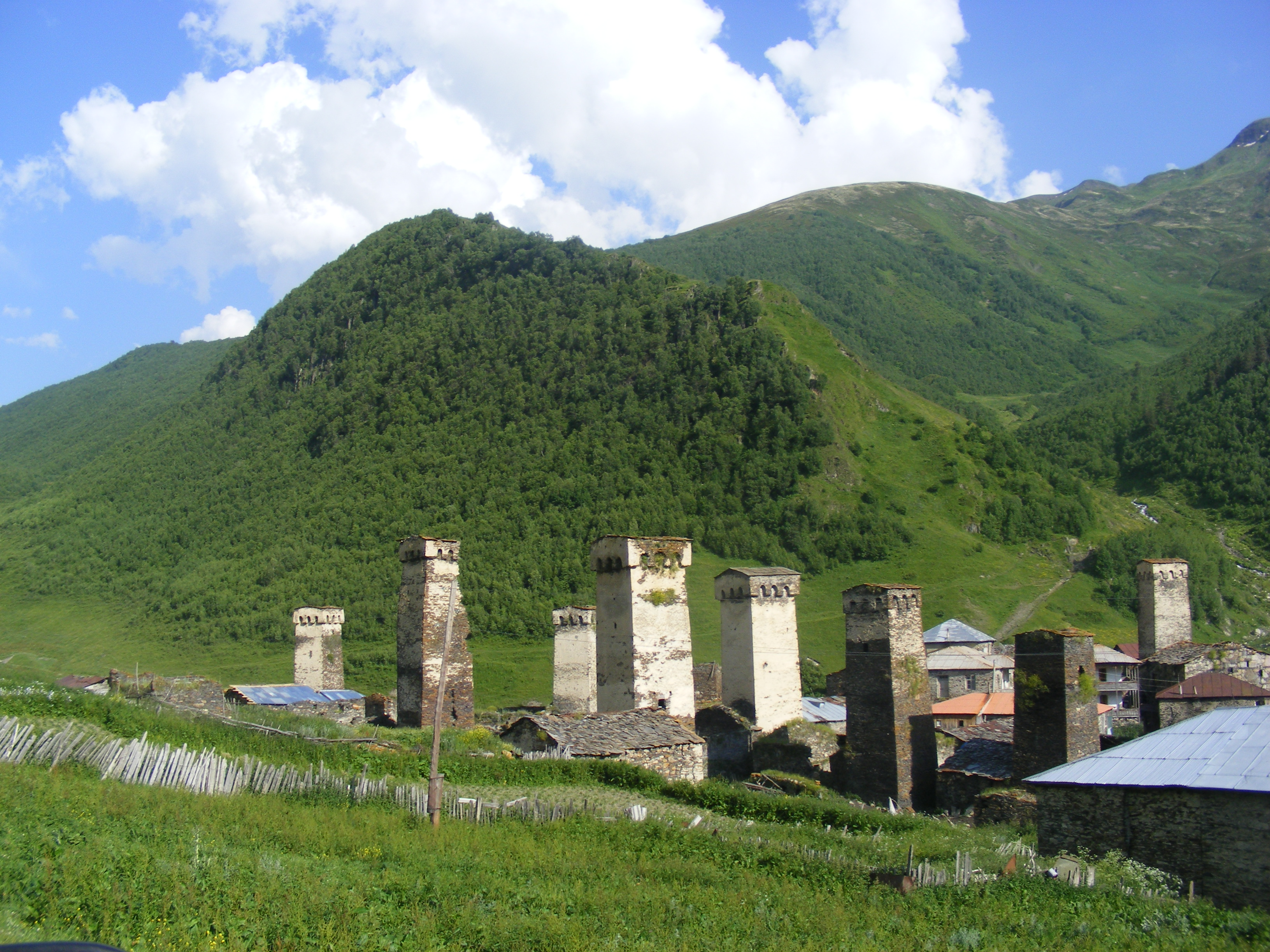
Муркмелі

Ушґулі розташоване за 33 км на схід від даби Местія на висоті 2200 м над рівнем моря на південному схилі гори Шхари, і вважається найбільшим високогірним постійним поселенням в Європі, після села Куруш (2560 м над рівнем моря). Шхара, є однією з найвищих гір Великого Кавказу, у верхів'ях річки Інгурі. Відстань від села Жібіані до Шхари 8 кілометрів.
Ушґулі з'єднаний дорогами з дабами Местія та Лентехі. Але 6 місяців на рік околиці покриті снігом і дорога до районного центру Местіа часто буває перерізана.
В Ушґулі розвинений гірський туризм та альпінізм.

## Населення
За даними перепису населення 2014 року в селах громади мешкає 228 осіб (близько 70 сімей).
| 2002  | 2014  |
| ----- | ----- |
| → 288 | ↘ 228 |

## Пам'ятки
Архітектурний ансамбль Ушґулі є цінним архітектурно-історичним пам'ятником, багато в чому завдяки якому Верхня Сванетія була внесена в список Всесвітньої спадщини ЮНЕСКО. 
У селі збереглися традиційні сванські будинки-вежі. 
На пагорбі поруч з селом Жібіані знаходиться церква Богоматері (сванською мовою Ламарія), побудована в XI столітті.
Тут знаходяться краєзнавчий музей та вежа цариці Тамари.